# Lea Schüller
Lea Schüller (ur. 12 listopada 1997 w Tönisvorcie) – niemiecka piłkarka, występująca na pozycji napastniczki w niemieckim klubie Bayern Monachium oraz w reprezentacji Niemiec. Uczestniczka Igrzysk Olimpijskich 2024 w Paryżu, Mistrzostw Świata 2019 i 2023 oraz Mistrzostw Europy 2022.

## Statystyki

### Klubowe
Na podstawie:
| Klub             | Sezonów | Liga              | Liga  | Liga   | Puchar krajowy | Puchar krajowy | Kontynentalne | Kontynentalne | Suma  | Suma   |
| Klub             | Sezonów | Liga              | Mecze | Bramki | Mecze          | Bramki         | Mecze         | Bramki        | Mecze | Bramki |
| ---------------- | ------- | ----------------- | ----- | ------ | -------------- | -------------- | ------------- | ------------- | ----- | ------ |
| SGS Essen        | 7       | Frauen-Bundesliga | 125   | 62     | 13             | 9              | –             | –             | 138   | 71     |
| Bayern Monachium | 4       | Frauen-Bundesliga | 85    | 57     | 19             | 15             | 30            | 14            | 134   | 86     |
|                  | Łącznie | Łącznie           | 210   | 119    | 32             | 24             | 30            | 14            | 272   | 157    |

### Reprezentacyjne
Na podstawie:
| Mecze i gole w reprezentacji podczas Mistrzostw Świata 2019 | Mecze i gole w reprezentacji podczas Mistrzostw Świata 2019 | Mecze i gole w reprezentacji podczas Mistrzostw Świata 2019 | Mecze i gole w reprezentacji podczas Mistrzostw Świata 2019 | Mecze i gole w reprezentacji podczas Mistrzostw Świata 2019 | Mecze i gole w reprezentacji podczas Mistrzostw Świata 2019 | Mecze i gole w reprezentacji podczas Mistrzostw Świata 2019 | Mecze i gole w reprezentacji podczas Mistrzostw Świata 2019 |
| Lp.                                                         | Data                                                        | Miasto                                                      | Przeciwnik                                                  | Wynik                                                       | Gole                                                        | Inne                                                        | Faza rozgrywek                                              |
| ----------------------------------------------------------- | ----------------------------------------------------------- | ----------------------------------------------------------- | ----------------------------------------------------------- | ----------------------------------------------------------- | ----------------------------------------------------------- | ----------------------------------------------------------- | ----------------------------------------------------------- |
| 1.                                                          | 08.06.2019                                                  | Rennes                                                      | Chiny                                                       | 1:0 (0:0)                                                   |                                                             |                                                             | Faza grupowa                                                |
| 2.                                                          | 17.06.2019                                                  | Montpellier                                                 | Południowa Afryka                                           | 4:0 (3:0)                                                   |                                                             |                                                             | Faza grupowa                                                |
| 3.                                                          | 22.06.2019                                                  | Grenoble                                                    | Nigeria                                                     | 3:0 (2:0)                                                   | 83'                                                         |                                                             | 1/8 finału                                                  |
| 4.                                                          | 29.06.2019                                                  | Rennes                                                      | Szwecja                                                     | 1:2 (1:1)                                                   |                                                             |                                                             | Ćwierćfinał                                                 |

| Mecze i gole w reprezentacji podczas Mistrzostw Świata 2023 | Mecze i gole w reprezentacji podczas Mistrzostw Świata 2023 | Mecze i gole w reprezentacji podczas Mistrzostw Świata 2023 | Mecze i gole w reprezentacji podczas Mistrzostw Świata 2023 | Mecze i gole w reprezentacji podczas Mistrzostw Świata 2023 | Mecze i gole w reprezentacji podczas Mistrzostw Świata 2023 | Mecze i gole w reprezentacji podczas Mistrzostw Świata 2023 | Mecze i gole w reprezentacji podczas Mistrzostw Świata 2023 |
| Lp.                                                         | Data                                                        | Miasto                                                      | Przeciwnik                                                  | Wynik                                                       | Gole                                                        | Inne                                                        | Faza rozgrywek                                              |
| ----------------------------------------------------------- | ----------------------------------------------------------- | ----------------------------------------------------------- | ----------------------------------------------------------- | ----------------------------------------------------------- | ----------------------------------------------------------- | ----------------------------------------------------------- | ----------------------------------------------------------- |
| 1.                                                          | 24.07.2023                                                  | Melbourne                                                   | Maroko                                                      | 6:0 (2:0)                                                   | 90'                                                         |                                                             | Faza grupowa                                                |
| 2.                                                          | 30.07.2023                                                  | Sydney                                                      | Kolumbia                                                    | 1:2 (0:0)                                                   |                                                             |                                                             | Faza grupowa                                                |
| 3.                                                          | 03.08.2023                                                  | Brisbane                                                    | Korea Południowa                                            | 1:1 (1:1)                                                   |                                                             |                                                             | Faza grupowa                                                |

## Sukcesy
Na podstawie:

### Klubowe
- Mistrzyni Niemiec 2020/21, 2022/23, 2023/24

### Reprezentacyjne
- Wicemistrzyni Europy 2022